# 1801
Évszázadok: 18. század – 19. század – 20. század
Évtizedek: 1750-es évek – 1760-as évek – 1770-es évek – 1780-as évek – 1790-es évek – 1800-as évek – 1810-es évek – 1820-as évek – 1830-as évek – 1840-es évek – 1850-es évek
Évek: 1796 – 1797 – 1798 – 1799 –  1800 – 1801 – 1802 – 1803 – 1804 – 1805 – 1806

## Események

### Határozott dátumú események
- január 1. – Megalakul az Egyesült Királyság, Nagy-Britannia és Írország egyesülésével.[1]
- március 4. – Thomas Jefferson lesz az Amerikai Egyesült Államok elnöke.[2]
- március 23. – Palotájában meggyilkolják I. Pál orosz cárt.[3]
- március 24. – I. Sándor orosz cár uralkodásának kezdete.[3]
- június 28. – Kazinczy Ferenc 2387 nap után szabadul a börtönből.[4]

### Határozatlan dátumú események
- az év folyamán
  - Az első adat az ármentesített szegedi területeken jelentkező belvízről, amelynek hatására mintegy 400 épület pusztult el.[5]

## Az év témái

### 1801 a kultúrában
- december 29. – Puławyban a Szibüllák templomában Izabela Czartoryska hercegnő gyűjteményt hoz létre, mely az egyik első lengyel múzeum, a Czartoryski Múzeum elődje lesz.

### 1801 a tudományban
- január 1. – Giuseppe Piazzi felfedezi a Cereszt, az első kisbolygót,[6] ami az égi mechanika jelentős fejlődését eredményezi.
- Franz Carl Achard irányításával felépül az első németországi cukorgyár a sziléziai Kunernben(wd).[7]

## Születések

### Január
- január 14. – Adolphe Brongniart(wd) francia botanikus († 1876)
- január 15. – Josef Eduard Teltscher(wd) osztrák festő, litográfus († 1837)
- január 16. – Thomas Clausen(wd) dán matematikus és csillagász († 1885)
- január 21. – Christian Heinrich Grosch(wd) norvég építész († 1865)
- január 27. – Laurent-Charles Maréchal(wd) francia üvegfestő († 1887)
- január 30. – Carl Maria von Bocklet(wd) osztrák zeneszerző, zongoraművész († 1881)

### Február
- február 1.
  - Thomas Cole amerikai tájképfestő († 1848)
  - Jean Théodore Lacordaire(wd) francia-belga entomológus († 1870)
  - Adolf Fredrik Lindblad svéd zeneszerző († 1878)
- február 8. – Theodor Kalide(wd) német szobrász († 1863)
- február 13. – Kardos János magyarországi szlovén költő, író, műfordító († 1873)

### Március
- március 2. – Andreas Peter Berggreen(wd) dán zeneszerző, orgonaművész († 1880)
- március 10. – Jacques Triger(wd) francia geológus († 1867)
- március 12. – Auguste Perdonnet(wd) francia vasútépítő mérnök († 1867))
- március 13. – Vincenz Franz Kostelecky(wd) cseh-osztrák orvos, botanikus († 1887)
- március 24. – Immanuel Nobel(wd) svéd mérnök, építész, feltaláló, gyáriparos, Alfred Nobel apja († 1872)

### Április
- április 5. – Félix Dujardin(wd) francia biológus († 1860)
- április 6. – William Hallowes Miller(wd) walesi mineralógus († 1880)
- április 8. – Eugène Burnouf(wd) francia nyelvész, indológus  († 1852)
- április 12. – Josef Lanner osztrák zeneszerző, hegedűművész, karmester († 1843)
- április 17. – Fogarasi János, nyelvtudós († 1878)
- április 19. – Gustav Fechner német fizikus és természetfilozófus († 1887)
- április 30. – André Giroux(wd) francia festő, fotográfus († 1879

### Május
- május 6. – José Joaquín Pérez(wd) chilei politikus, elnök († 1889)
- május 11. – Henri Labrouste(wd) francia építész († 1875)
- május 15. – Joseph Ludwig Raabe svájci matematikus († 1859)
- május 16. – William H. Seward, politikus, az USA külügyminisztere († 1872)
- május 21. – Zsófia badeni nagyhercegné, svéd királyi hercegnő, Vasa hercegnője, házassága révén Baden nagyhercegnéje († 1865)
- május 29. – Jacques Guillaume Lucien Amans(wd) francia festő († 1888)

### Június
- június 2.
  - Atanasio Cruz Aguirre(wd) uruguayi politikus, elnök († 1875)
  - Eduard Gaertner(wd) német festő († 1877)
- június 3. – František Škroup cseh zenész, zeneszerző, karmester († 1862)
- június 5. – Karl Egon Ebert(wd) német-cseh író, költő († 1882)
- június 15. – Carlo Cattaneo(wd) olasz filozófus, nyelvész, író, politikus († 1869)
- június 29.
  - Moritz Ludwig Frankenheim(wd) német fizikus, geográfus, krisztallográfus († 1869)
  - Pedro Santana(wd) Dominikai köztársasági politikus, elnök († 1864)
- június 30. – Frédéric Bastiat(wd) francia liberális közgazdász, politikus († 1850)

### Július
- július 1. – Alfred Wilhelm Volkmann(wd) német fiziológus, anatómus († 1877)
- július 14. – Johannes Peter Müller(wd) német fiziológus, zoológus († 1858)
- július 16. – Julius Plücker(wd) német matematikus és fizikus († 1868)
- július 21. – Jules Pierre Rambur(wd) francia entomológus († 1870)
- július 27. – George Biddell Airy angol matematikus, csillagász († 1892)

### Augusztus
- augusztus 1. – Karl Johann Philipp Spitta(wd) német evangélikus teológus és költő († 1859)
- augusztus 3. – Joseph Paxton(wd) francia kertész, építész († 1865)
- augusztus 4. – Auguste Dumont(wd) francia szobrász († 1884)
- augusztus 10. – Christian Hermann Weisse(wd) német evangélikus teológus († 1866)
- augusztus 12. – Julius Heinrich Petermann(wd) német orientalista († 1876)
- augusztus 17. – Fredrika Bremer(wd) svéd író és feminista aktivista († 1865)
- augusztus 21.
  - Guillaume Groen van Prinsterer(wd) holland történész és konzervatív politikus († 1876)
  - Morten Thrane Esmark(wd) norvég pap és mineralógus († 1882)
- augusztus 28.
  - Arcisse de Caumont(wd) francia történész, régész († 1873)
  - Antoine-Augustin Cournot(wd) francia matematikus, közgazdász, filozófus († 1877)

### Szeptember
- szeptember 3. – Hermann von Meyer(wd) német paleontológus († 1869)
- szeptember 13.
  - Alfred Donné(wd) francia orvos, bakteriológus († 1878)
  - Stefan Witwicki(wd) lengyel költő, újságíró († 1847)
- szeptember 17. – Edward William Lane(wd) brit orientalista, lexikográfus († 1876)
- szeptember 21. – Moritz Hermann von Jacobi(wd) német-orosz mérnök, fizikus († 1874)
- szeptember 24. – Mihajlo Vasziljovics Osztrohradszkij ukrán matematikus, mechanikus és fizikus († 1862)
- szeptember 25. – Eduard Knoblauch(wd) német építész († 1865)

### Október
- október 7. – Therese Krones(wd) osztrák színésznő, énekesnő († 1830)
- október 9. – Auguste Arthur de la Rive svájci fizikus és politikus († 1873)
- október 13.
  - Quirinus Harder(wd) holland építész († 1880)
  - Søren Hjorth(wd) dán vasútmérnök, feltaláló († 1870)
- október 14. – Armand Trousseau(wd) francia orvos, belgyógyász († 1867)
- október 18. – Justo José de Urquiza(wd) argentin katonatiszt, politikus, elnök († 1870)
- október 22. – Carl Jacob Sundevall(wd) svéd zoológus († 1875)

### November
- november 3. – Vincenzo Bellini, olasz zeneszerző († 1835)
- november 4. – Seweryn Goszczyński(wd) lengyel költő, író († 1876)
- november 7. – Müller Adolf, magyar származású osztrák zeneszerző, karmester († 1886)
- november 10. – Vlagyimir Dal(wd) orosz író, folklorista, lexikonszerkesztő († 1872)
- november 17. – Eduard Gurk(wd) osztrák festő († 1841)
- november 24. – Ludwig Bechstein, német író, meseíró, könyvtáros († 1860)
- november 26. – Édouard Spach(wd) francia botanikus († 1879)

### December
- december 20. – Dianiska Dániel evangélikus lelkész, költő († 1863)

## Halálozások
- január 11. – Domenico Cimarosa, olasz zeneszerző (* 1749)
- március 21. – Fába Simon, bölcseleti doktor, esztergom-főegyházmegyei prépost-kanonok, költő (* 1731)
- március 23. – I. Pál, Oroszország cárja (* 1754)
- július 10. – Ráday Gedeon, koronaőr, főispáni helytartó, belső titkos tanácsos (* 1745)
- július 26. – Georg Heinrich Borowski, német zoológus (* 1746)
- szeptember 23. – Pray György, jezsuita szerzetes, történetíró, a budai, majd pesti egyetemi könyvtár vezetője (* 1723)
- november 9. – Benkő Miklós, magyar jezsuita rendi, később világi pap (* 1724)
- november 16. – Déodat Gratet de Dolomieu(wd), francia geológus, mineralógus, vulkanológus, a dolomit kőzet és az olasz Dolomitok (hegység) névadója (* 1750)
- november 24. – Franz Moritz von Lacy, osztrák császári hadvezér (* 1725)
- december 21. – Gvadányi József, generális, író (* 1725)